# Vasember (televíziós sorozat, 1994)
A Vasember (eredeti cím: Iron Man) amerikai animációs sorozat, amelyet Brooks Wachtel rendezett. A zenéjét Keith Emerson szerezte, a főszerepben Robert Hays hangja hallható. A Marvel Entertainment Group készítette, a Genesis Entertainment forgalmazta. Amerikában a First-run syndication vetítette, Magyarországon pedig a Fox Kids / Jetix, a Viasat 3 és a TV2 sugározta.

## Cselekmény
A történet főhőse, Vasember, akit a Marvel képregény szuperhőséről alkottak meg.
A történetből megismerhetjük a gazdag, jó kiállású fiút, akinek neve: Tony Stark. A zseniális fiú tudományos dolgokkal foglalkozik, és egy ipari vállalatban dolgozik. Egyszer elhibázza az egyik kísérletezését, amelynek során súlyos sérülések érik, majd fogságába ejti egy bolondos zseni, akinek neve: Mandarin. A vészes gazember, a hatalmába akarja keríteni a fiút, hogy hasznát vehesse a kegyetlen, törekvő ötleteinek létrehozásában, amellyel azt akarja elérni, hogy a világot uralhassa. A fiú megpróbál elszökni, de a súlyos sebei akadályt nyújtanak számára. A halálhoz közeli helyzete miatt eltervezi, hogy olyan kiváló felfegyverzett páncélruhát készít, tökéletes sugárhajtású bakanccsal. A fiú a ruhát hordva a páncélos bosszúállóvá változik, azaz a Vasemberré. Készen áll rá, hogy legyőzze az összes ellenséget, aki az útjába kerül.
A szuperhős feladata és célja, hogy Mandarin kegyetlen csapatával szemben harcoljon. Képviseli az igazságot és becsületet, sikerre van ítélve vasakarattal és vasököllel.

## Szereplők

### Hősök
| Szereplő                           | Eredeti hang                                                                                     | Magyar hang    | Leírás                                                      |
| ---------------------------------- | ------------------------------------------------------------------------------------------------ | -------------- | ----------------------------------------------------------- |
| Anthony "Tony" Stark / Vasember    | Robert Hays                                                                                      | Czvetkó Sándor | A sorozat főszereplője.                                     |
| James R. "Rhodey" Rhodes / Gépágyú | James Avery (1. évad, 1–5. rész) Dorian Harewood (1. évad, 6. résztől) Jim Cummings (vokál)      | Dózsa Zoltán   | Vasember jó barátja, a Hadigép nevű páncélzat birtokosa.    |
| Clint Barton / Sólyomszem          | John Reilly                                                                                      | Juhász György  | Különleges nyilakkal operáló mesterlövész.                  |
| Julia Carpenter / Pókasszony       | Jennifer Hale                                                                                    | Rudolf Teréz   | Tony munkatársa, későbbi szerelme.                          |
| Wanda Frank / Skarlát Boszorkány   | Katherine Moffat                                                                                 | Németh Kriszta | Varázslónő, aki képes a tárgyak irányítására.               |
| Century                            | James Warwick (1. évadban) Jim Cummings (2. évad, 1. részében) Tom Kane (2. évad, 12–13. részig) | Szerémi Zoltán | Harcos egy távoli galaxisból, irányítja a teret és az időt. |

### Gonosztevők
| Szereplő                      | Eredeti hang                                                                                | Magyar hang                | Leírás                                |
| ----------------------------- | ------------------------------------------------------------------------------------------- | -------------------------- | ------------------------------------- |
| Mandarin                      | Ed Gilbert (1. évadban) Robert Ito (2. évadban)                                             | Sztarenki Pál              | A sorozat főgonosza.                  |
| MODOK                         | Jim Cummings                                                                                | Crespo Rodrigo             | Mandarin jobbkeze.                    |
| Hypnotia / Hipnózia           | Linda Holdahl (1. évadban) Jennifer Darling (2. évadban)                                    | Roatis Andrea (1. évadban) | Képes irányítani az emberek akaratát. |
| Living Laser / Élő Lézer      | Robert Hays                                                                                 | ?                          |                                       |
| Dreadknight / Rémlovag        | Neil Dickson                                                                                | Faragó András              |                                       |
| Blacklash / Ostorcsapás       | James Avery (1994–1995) Dorian Harewood (1995–1996)                                         | Bácskai János              |                                       |
| Grey Gargoyle / Kőbálvány     | Jim Cummings (vokál) Ed Gilbert                                                             | ?                          |                                       |
| Blizzard / Hóvihar            | Chuck McCann                                                                                | F. Nagy Zoltán             |                                       |
| Justin Hammer                 | Jim Cummings (vokál) Tony Steedman(1. évadban) Efrem Zimbalist, Jr. (2. évadban)            | Makay Sándor               |                                       |
| Fin Fang Foom                 | Neil Ross                                                                                   | Kárpáti Tibor              | Egy gonosz sárkány.                   |
| Titanium Man / Titánember     | Gerard Maguire                                                                              | ?                          |                                       |
| Whirlwind / Forgószél         | Jim Cummings (vokál) James Avery (1. évad, 1–5. rész) Dorian Harewood (1. évad, 6. résztől) | Forgács Gábor              |                                       |
| Ultimo                        | Ed Gilbert                                                                                  | ?                          |                                       |
| Fireband / Zsarátnok          | Neal McDonough                                                                              | ?                          |                                       |
| Crimson Dynamo / Bíbor Dinamó | William Hootkins Stu Rosen                                                                  | ?                          |                                       |
| Madame Masque / Álarc Úrnő    | Lisa Zane                                                                                   | Dögei Éva                  |                                       |
| Dark Aegis / Sötét Égisz      | Scott Valentine                                                                             | Kapácsy Miklós             |                                       |
| Controller / Ellenőr          | Jamie Horton                                                                                | ?                          |                                       |
| Ghost / Kísértet              | Jennifer Hale, Jamie Horton, Tom Kane                                                       | ?                          |                                       |
| Beetle / Bogár                | John Reilly                                                                                 | ?                          |                                       |
| Stilt-Man / Gólyaláb          | Dorian Harewood                                                                             | ?                          |                                       |
| Firepower / Tűzerő            | Efrem Zimbalist Jr.                                                                         | ?                          |                                       |
| The Leader / A Vezér          | Matt Frewer                                                                                 | Kautzky Armand             |                                       |

### További szereplők
| Szereplő              | Eredeti hang       | Magyar hang       | Leírás                    |
| --------------------- | ------------------ | ----------------- | ------------------------- |
| H.O.M.E.R.            | Tom Kane           | Fekete Zoltán     |                           |
| Nick Fury             | Philip Abbott      | Kőszegi Ákos      | A S.H.I.E.L.D. igazgatója |
| Bruce Benner / Hulk   | Ron Perlman        | Breyer Zoltán     |                           |
| Sunturion / Napturion | Tom Kane           | Dobránszky Zoltán |                           |
| Stingray / Mérgesrája | Tom Kane           | ?                 |                           |
| Dum Dum Dugan         | W. Morgan Sheppard | Szersén Gyula     |                           |

## Epizódok
| Évad | Évad | Részek száma | Részek száma | Eredeti sugárzás     | Eredeti sugárzás   | Magyar sugárzás | Magyar sugárzás |
| Évad | Évad | Részek száma | Részek száma | Évadbemutató         | Évadzáró           | Évadbemutató    | Évadzáró        |
| ---- | ---- | ------------ | ------------ | -------------------- | ------------------ | --------------- | --------------- |
|      | 1.   | 13           | 13           | 1994. szeptember 24. | 1994. december 17. | n. a.           | n. a.           |
|      | 2.   | 13           | 13           | 1995. szeptember 23. | 1996. február 24.  | n. a.           | n. a.           |

### 1. évad (1994)
| Sor. | Év. | Cím                                                                              | Író                                                   | Premier                   | Gyártási szám |
| ---- | --- | -------------------------------------------------------------------------------- | ----------------------------------------------------- | ------------------------- | ------------- |
| 1.   | 1.  | És a tenger halottaiból feltámad (And the Sea Shall Give Up its Dead)            | Ron Friedman                                          | 1994. szeptember 24. n.a. | 101           |
| 2.   | 2.  | Örvendjetek! Megjött Ultimo, a megmentőtök (Rejoice! I Am Ultimo, Thy Deliverer) | Ted Pederson , Francis Moss (Történet: Ron Friedman)  | 1994. október 1. n.a.     | 102           |
| 3.   | 3.  | Az adatháló fogságában (Data In, Chaos Out)                                      | Írta: Doug Booth, (Történet: Ron Friedman , Stan Lee) | 1994. október 8. n.a.     | 103           |
| 4.   | 4.  | A zene, mindenek felett (Silence My Companion, Death My Destination)             | Írta: Steve Hayes (Történet: Ron Friedman)            | 1994. október 15. n.a.    | 104           |
| 5.   | 5.  | Halálosztó teflon bevonattal (The Grim Reaper Wears a Teflon Coat)               | Írta: Doug Booth (Történet: Ron Friedman , Stan Lee)  | 1994. október 22. n.a.    | 105           |
| 6.   | 6.  | Ellenség égen és földön (Enemy Without, Enemy Within)                            | Ron Friedman                                          | 1994. október 29. n.a.    | 106           |
| 7.   | 7.  | Mandarin történet (The Origin of the Mandarin)                                   | Ron Friedman                                          | 1994. november 5. n.a.    | 107           |
| 8.   | 8.  | Sólyomszem az áruló (The Defection of Hawkeye)                                   | Ron Friedman                                          | 1994. november 12. n.a.   | 108           |
| 9.   | 9.  | A másolat ára, 1. rész (Iron Man to the Second Power, Part 1)                    | Yale Rudoff                                           | 1994. november 19. n.a.   | 109           |
| 10.  | 10. | A másolat ára, 2. rész (Iron Man to the Second Power, Part 2)                    | Ron Friedman , Yale Rudoff                            | 1994. november 26. n.a.   | 110           |
| 11.  | 11. | Vasember származása, 1. rész (The Origin of Iron Man, Part 1)                    | Ron Friedman                                          | 1994. december 3. n.a.    | 111           |
| 12.  | 12. | Vasember származása, 2. rész (The Origin of Iron Man, Part 2)                    | Ron Friedman                                          | 1994. december 10. n.a.   | 112           |
| 13.  | 13. | Vasember megnősül (The Wedding of Iron Man)                                      | Ron Friedman                                          | 1994. december 17. n.a.   | 113           |

### 2. évad (1995–1996)
| Sor. | Év. | Cím                                                                 | Rendező                      | Író                                        | Premier                   | Gyártási szám |
| ---- | --- | ------------------------------------------------------------------- | ---------------------------- | ------------------------------------------ | ------------------------- | ------------- |
| 14.  | 1.  | A belső szörnyeteg (The Beast Within)                               | Richard Trueblood            | Greg Johnson                               | 1995. szeptember 23. n.a. | 201           |
| 15.  | 2.  | Tűz és eső (Fire and Rain)                                          | Bob Arkwright                | Len Wein                                   | 1995. szeptember 30. n.a. | 202           |
| 16.  | 3.  | A vas kelepce (Cell of Iron)                                        | Dan Thompson                 | Jan Strnad                                 | 1995. október 7. n.a.     | 203           |
| 17.  | 4.  | Az apjára üt (Not Far From the Tree)                                | Bob Arkwright                | Francis Moss                               | 1995. október 14. n.a.    | 204           |
| 18.  | 5.  | Szépségért meg kell szenvedni (Beauty Knows No Pain)                | Dan Thompson                 | Brooks Wachtel                             | 1995. október 21. n.a.    | 205           |
| 19.  | 6.  | A vas tartalom (Iron Man, On the Inside)                            | Dan Thompson                 | Steve Cuden                                | 1995. november 4. n.a.    | 206           |
| 20.  | 7.  | Távoli határok (Distant Boundaries)                                 | Bob Arkwright                | Greg Johnson                               | 1995. november 11. n.a.   | 207           |
| 21.  | 8.  | Páncélosok csatája, 1. rész (The Armor Wars, Part 1)                | Dan Thompson                 | Len Uhley                                  | 1995. november 18. n.a.   | 208           |
| 22.  | 9.  | Páncélosok csatája, 2. rész (The Armor Wars, Part 2)                | Bob Arkwright                | Len Uhley                                  | 1995. november 25. n.a.   | 209           |
| 23.  | 10. | Hatalmi viszályok (Empowered)                                       | Bob Arkwright                | Greg Johnson                               | 1999. február 3. n.a.     | 210           |
| 24.  | 11. | Hulk agyabugyálása (Hulk Buster)                                    | Bob Arkwright , Dan Thompson | Francis Moss , Ted Pederson , Greg Johnson | 1999. február 10. n.a.    | 211           |
| 25.  | 12. | Ameddig Mandarin keze elér, 1. rész (Hands of the Mandarin, Part 1) | Bob Arkwright                | Douglas Booth                              | 1999. február 17. n.a.    | 212           |
| 26.  | 13. | Ameddig Mandarin keze elér, 2. rész (Hands of the Mandarin, Part 2) | Bob Arkwright , Dan Thompson | Douglas Booth                              | 1999. február 24. n.a.    | 213           |